# Annette Rogers
Annette Rogers (* 2. Oktober 1913 in Chicago; † 8. November 2006 in Des Plaines, Illinois) war eine US-amerikanische Leichtathletin und Olympiasiegerin.

## Karriere
Rogers war sowohl Sprinterin als auch Hochspringerin. Bei den US-Hallenmeisterschaften gewann sie 1933 und 1936 die Goldmedaille im Hochsprung. Ebenfalls bei den US-Hallenmeisterschaften gewann sie 1933 und 1936 die Goldmedaille im 200-Meter-Lauf.
Bei den Olympischen Spielen 1932 in Los Angeles gewann sie die Goldmedaille in der 4-mal-100-Meter-Staffel zusammen mit ihren Teamkolleginnen Mary Carew, Evelyn Furtsch und Wilhelmina von Bremen vor den Teams aus Kanada und dem Vereinigten Königreich. Bei den Olympischen Spielen 1936 in Berlin gewann sie wiederum die Mannschafts-Goldmedaille in der 4-mal-100-Meter-Staffel zusammen mit ihren Teamkolleginnen Harriet Bland, Betty Robinson und Helen Stephens vor dem Team aus dem Vereinigten Königreich und Kanada.
Annette Rogers war die letzte lebende Leichtathletikolympiasiegerin von 1936. Sie starb am 8. November 2006.